# Швайка

Швайка

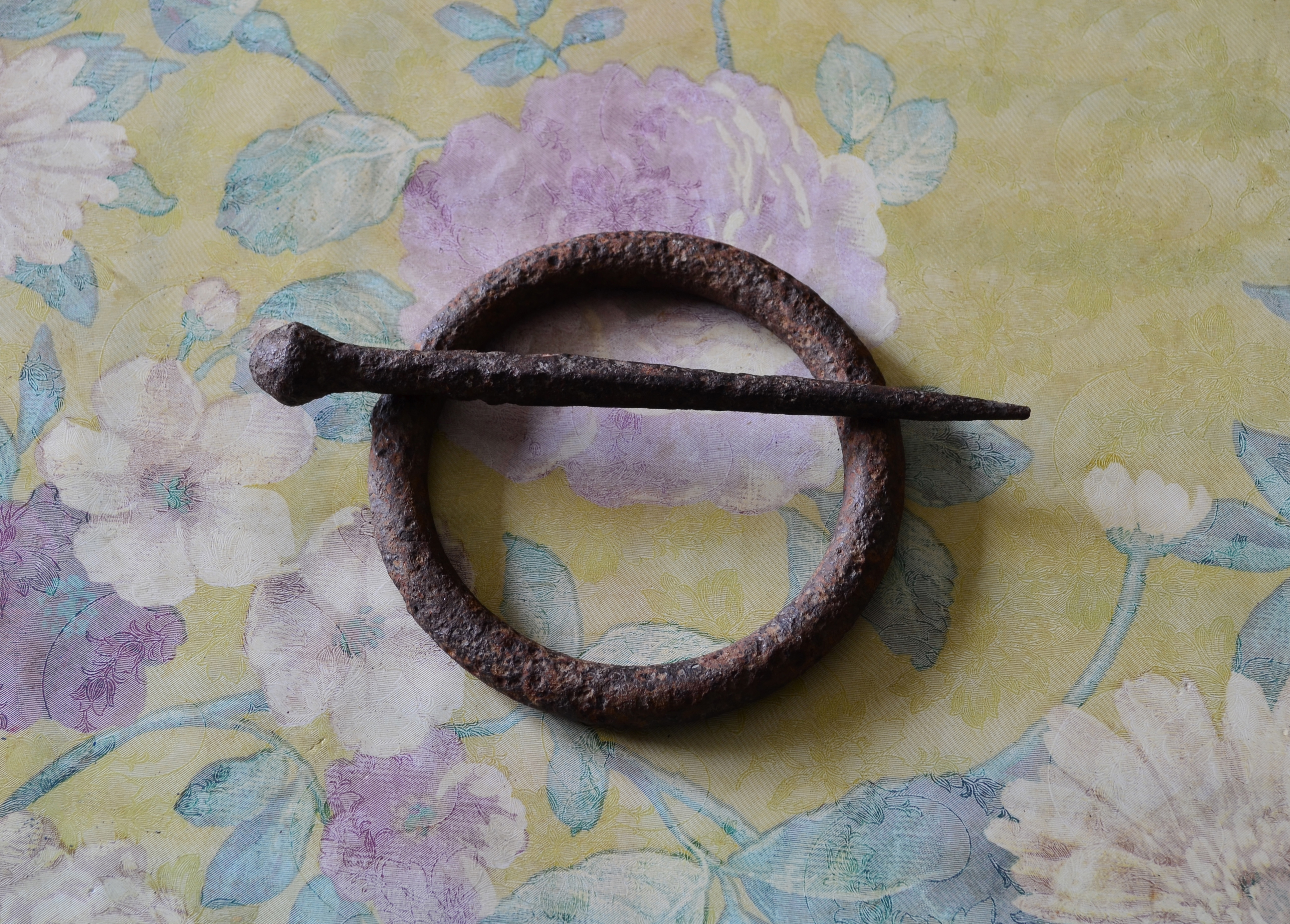
Швайка і кільце для гри

Швайка — ручний інструмент чоботаря, товсте шило у вигляді товстої (переважно зігнутої) металевої голки на держалні для проколювання отворів, дірок, переважно з дерев'яною ручкою. Назва походить від слів «швач», «шити».

## Застосування
Використовується в чоботарстві для проколювання товстої шкірі, також у теслярстві і столярстві для пророблення отворів у дерев'яних деталях.
У морській справі використовується морська швайка, за допомогою якої роз'єднують пасма тросів.
Гачок для плетіння личаків у деяких місцевостях називали «швайкою».

## У культурі
- Поміняти шило на швайку (міняти шило на мотовило) — одержувати майже таке саме, не краще (отже програвати), невигідно міняти що-небудь на щось.
- Зробити з лемеша швайку (зробити з лемеша пшик) — досягти мізерних результатів при великих можливостях.
- Золота швайка мур пробиває — все можна зробити за гроші.

## Гра
«Швайкою» зветься народна гра, що полягає у киданні великого товстого цвяха в кільце, яке лежить на землі.